# Niklas Jihde
Niklas Jihde, född 19 juni 1976 i Hjärup, är en svensk före detta innebandyspelare. Han är yngre bror till programledaren Peter Jihde. Jihde är ambidextriös.

## Biografi

### Spelarkarriär
Under sin spelarkarriär har Niklas Jihde vunnit två SM-guld med Pixbo Wallenstam IBK, två med AIK Innebandy och flera VM-guld med det svenska landslaget. Han gjorde dessutom en sejour som proffs i Grasshopper Club Zürich i Schweiz. Hans aktiva spelarkarriär avslutades säsongen 2008/2009, när han tog SM-guld med AIK . Senare gjorde han en kort comeback under våren 2010 i Linköping IBK tillsammans med den tidigare lagkamraten Anders Hellgård. Comebacken avslutades med att Linköping avancerade till Svenska Superligan, efter två mål av Jihde i den sista matchen som slutade med vinst 4-2.
Jihde spelade sin sista landskamp när Sverige mötte Finland i december 2008 under VM-finalen, som Sverige förlorade med 6-7 efter sudden death. I matchen gjorde Jihde två av målen när Sverige hämtade upp ett 4–0-underläge.

### Journalistkarriär
Niklas Jihde var en av programledarna under Viasats sändningar från OS i Sotji 2014 och OS i Rio de Janeiro 2016. Under ishockey-VM 2009 var han reporter och programledare.
Han har arbetat som sportjournalist på produktionsbolaget TWI. Dessutom har han skrivit innebandykrönikor för Aftonbladet.

## Idrottsmeriter

### Klubbar
Hovshaga AIF
- Pixbo Wallenstam IBK (1995–2003) [1]
- Grasshopper Club Zürich (2003–2005) [1]
- AIK Innebandy (2005–2009) [1]
- Linköping IBK ( 2010 )
- IBK Dalen ( 2020 )

### Klubbmeriter
- VM-guld: 1998, 2000, 2002, 2004 2006[9]
- VM-silver: 2008
- Europacupen, Guld: 2007,2008,2009
- SM-guld: 2002, 2003, [9],  2006, [10] 2009 [11]
- SM-silver: 1998, 2000, 2008
- SM-brons: 1997, 2001 [9]

### Personliga meriter
- Först att nå 600 poäng i Sveriges högsta division [12]

- Den spelare som har gjort flest poäng i det svenska landslaget (139 poäng) [13]

| - 1:a i poängligan: - Elitserien 1998 [källa behövs] - VM 1998 - Elitserien 1999 [källa behövs] - Europacupen 2003 [källa behövs] - Schweiz 2004 [källa behövs] - Schweiz 2005 | - 2:a i poängligan: - Elitserien 2000 [källa behövs] - Elitserien 2003 [källa behövs] | - 3:a i poängligan: - Elitserien 1997 [källa behövs] - Elitserien 2002 [källa behövs] - VM 2002 - VM 2004 |

- MVP VM-2004 [9][16]
- Allstar-Team VM 2004 [9][16]
- Allstar-Team Europacupen 2003,2007,2008 [9]
- Årets Spelare 1998 [9]
- Årets Forward: 1998, 2002, 2003 [9]